# 藤原総継
藤原 総継（ふじわら の ふさつぐ）は、平安時代初期の貴族。美作守・藤原末茂の子。光孝天皇の外祖父。

## 経歴
弘仁2年（811年）従五位下に叙爵し、中務少輔次いで相模介に任ぜられる。のち、従五位上・紀伊守に叙任されるが、紀伊守任期中に卒去。
没後の元慶8年（884年）2月に仁明天皇の女御であった娘・沢子所生の時康親王が即位（光孝天皇）したことから、総継は同年6月に天皇の外祖父として正一位の位階を、翌仁和元年（885年）には太政大臣の官職を追贈された。墓は妻・数子の墓と娘・沢子の山陵とともに山城国愛宕郡にあり、仁和元年（885年）に守家1戸が設置されている。

## 官歴
『六国史』による。
- 時期不詳：正六位上
- 弘仁2年（811年） 6月1日：従五位下、中務少輔。7月3日：相模介
- 弘仁3年（812年） 3月23日：見前河内介[2]
- 時期不詳：従五位上[3]。紀伊守
- 元慶8年（884年） 3月13日：贈正一位
- 仁和元年（885年） 9月15日：贈太政大臣

## 系譜
『尊卑分脈』による。
- 父：藤原末茂
- 母：不詳
- 妻：藤原数子 - 贈正一位
  - 女子：藤原沢子[4]（?-839） - 仁明天皇女御（贈皇太后）、光孝天皇母
- 妻：藤原雄友の娘 - 藤原数子と同人か
  - 男子：藤原直道 - 子孫は善勝寺流
- 生母不詳の子女
  - 男子：藤原貞道
  - 男子：藤原宗道
  - 男子：藤原秀道（?-879）
  - 女子：藤原乙春[5] - 藤原長良室
  - 女子：源融室